# Даито
Даито (јап. 大東市) град је у Јапану у префектури Осака. Према попису становништва из 2005. у граду је живело 126.504 становника.

## Становништво
Према подацима са пописа, у граду је 2005. године живело 126.504 становника.
| 1995.   | 2000.   | 2005.   |
| ------- | ------- | ------- |
| 128.838 | 128.917 | 126.504 |